# Souhila Bel Bahar
Souhila Bel Bahar, née Boudjakdji le 17 février 1934 à Blida (Algérie) et morte le 23 mars 2023 à Alger, est une artiste peintre algérienne, membre de l'Union nationale des arts plastiques et exerçant en Algérie.
Auteure de timbres, " Hommage à nos mères (1974) et pour l'année internationale de l'enfance (1979), elle est sélectionnée par l'Unicef pour la publication d'une carte de vœux intitulée Hommage à nos mères en 1983. Elle est aujourd'hui considérée comme une des doyennes et cofondatrices de l'art algérien contemporain. Elle expose dans de nombreuses galeries, aussi bien en Algérie qu'à l’étranger. Ses œuvres figurent parmi les expositions permanentes du musée national des beaux-arts d'Alger et du Musée Dinet de Bou Saâda en Algérie.
Auteure d'affiches pour l'Union nationale des femmes algériennes (UNFA), elle a été primée à de nombreuses reprises, notamment par le Ministère de la Culture qui l'a honorée en 2009.
En 1984 et en 2000 (Mois du patrimoine), le musée national des beaux-arts d'Alger lui consacre une exposition rétrospective.

## Biographie

### Parcours
Souhila Bel Bahar, née Boudjakdji (1934-2023), descendante des propriétaires de la Villa Abdeltif (Abd-el-Tif), également connue sous le nom de "Villa Médicis algérienne", a grandi dans un environnement imprégné d'histoire et de culture. Issue d’une famille traditionnelle, Bel Bahar a été élevée par des parents attachés à la culture arabo-musulmane. Elle commence à dessiner à l’âge de 8 ans. Elle a été dirigée vers l'école de couture.
Encouragée à l'âge adulte par Ahmed Taoufik El Madani qui l'a aidée à briser les tabous sociaux de l'Algérie en voie de développement, elle exposera pour la première fois en 1971. Elle va progressivement, en alliant obstination et rigueur, développer un style individuel, lui apportant une maturité artistique et une indépendance en tant que femme dans une Algérie nouvelle où elle acquiert une place officielle, tout comme Baya, qui expose pour la première fois en 1947 et avec qui Bel Bahar réalise une exposition en 1984, et Aicha Haddad, révélée lors de l’exposition collective à la Galerie des Quatre Colonnes en 1972.
Avec les « chevalières du pinceau », elle a contribué à l’émancipation de la femme. Ces artistes-femmes (dont Aicha Haddad, Fatiha Bisker, Djamila Bent Mohamed, Kheira Flidjani) représentaient un nouveau phénomène social en additionnant à leurs obligations familiales, leurs activités professionnelles artistiques pour faire intégrer à part entière l'art féminin algérien dans une société où l'expression « femme peintre » avait une connotation péjorative.
Un ouvrage biographique, "Il pleut des jasmins sur Alger", écrit par sa fille Dalila Bel Bahar-Hafiz est publié par le musée national des Beaux-Arts d'Alger en 2016.
Elle a exposé ses œuvres en Algérie et à l’international et fait partie de nombreuses collections privées. Certaines de ses créations figurent également dans les collections permanentes du Musée national des beaux-arts d'Alger (Algérie), du Musée Dinet de Bou Saâda (Algérie), de l’Institut du Monde Arabe à Paris (France) et de la Barjeel Art Foundation à Sharjah (Émirats arabes unis).

### Différentes démarches
En qualité d’autodidacte, Souhila Bel Bahar a effectué une formation artistique sans passer par l’école des Beaux-Arts lors de laquelle elle a mis en application l’enseignement retenu des lectures des livres d’arts et l’exercice de la copie conforme des grands maîtres tels qu'Auguste Renoir.[réf. nécessaire]
Son travail régulier durant de longues années lui a permis la création, en 1962, d’une ligne personnelle révélant « Les Femmes Pétales », sa signature picturale.[réf. nécessaire]
Son ambition de recherche constante l’a menée à poursuivre d’autres voies, comme l’écriture d’essais de livres d’enfants, l’art abstrait, son cheval de bataille ; l'exploration de la céramique ou encore la sculpture qu’elle exprimera dans son engagement pour préserver l’environnement.[réf. nécessaire]
Son œuvre se caractérise par une représentation poétique et onirique de la femme, souvent symbolisée par des silhouettes longilignes qu’elle surnomme ses "femmes pétales". Son travail fusionne la nature et l'humain dans une palette de couleurs vibrantes et expressives.
Parmi ses distinctions, elle a obtenu la médaille "La Plume d'Arts et de la Paix" en 2000 et la médaille "Journée de l'Artiste" en 2002. Elle est également l'autrice d’un timbre pour l’Année internationale de l’enfance en 1979 et d’une carte de vœux pour l’UNICEF en 1983.

### Engagement pour l'environnement
Souhila Bel Bahar a été l'une des premières artistes peintres algériennes à se préoccuper de l'état de santé de la Terre, par conséquent, de l'environnement- un engagement dans lequel elle a impliqué son entourage. Cet engagement est principalement exprimé dans son installation sculpturale La Mer(e) Méditerranée.[réf. nécessaire]

## Thèmes et style
Ses lignes onduleuses, les masses chromatiques organisées en mosaïques, les motifs floraux, les scènes de danse, les formes effilées pleines de grâce et de sérénité, le monde de la musique, de la poésie, la douceur et la joie de la maternité, les sites et monuments historiques : nous avons là les signes permanents de la technique et des thèmes phares de Souhila Bel Bahar.

## Réalisations
- 1974 : timbre « Hommage à nos mères », Ministère des postes et télécommunications[13]
- 1979 : timbre « Année internationale de l’enfance », Ministère des postes et télécommunications[14]
- 1983 : carte Unicef
- 2000 : film « Portrait d’Artistes », par le réalisateur Boualem Issaoui
- 2000 : film « Femme du siècle »
- 2001 : calendrier Air Algérie
- Trois affiches pour l’UNFA (Union Nationale des Femmes Algériennes)
- Nombreuses affiches pour divers Congrès et associations

## Citations
- « L’univers de Souhila Bel Bahar fut certes pendant longtemps empli de la rumeur radieuse des êtres, de leur tendresse et de leur passion, des courbes enchanteresses et sensuelles de végétaux imaginaires, un univers terrestre idéalisé en somme. Aujourd’hui, elle choisit, libre et émancipée, d’explorer un monde plus ésotérique où les dimensions sont renversées, les rapports contrés, d’où la féminité qui l’a si souvent appesantie, est proscrite. » (Dalila Mohammed Orfali, conservatrice en chef et directrice du Musée national d’Alger (catalogue de présentation "Révélation", 2009)
- « Un trait ondulatoire, tout en finesse, qui s'élance en lignes courbes, puis se rejoint quelque part pour aboutir au corps de la femme. » (Algérie-Actualités, mars 1984, exposition au Musée National des Beaux-Arts:)
- « Elle est reconnue pour son œuvre qui marie tradition algérienne et abstraction moderne. À travers ses peintures, elle explore des thèmes culturels, historiques, et sociaux liés à son pays, souvent en mettant en valeur des éléments de la culture berbère, arabe et islamique. Elle est l’une des figures féminines les plus importantes de l’art algérien, art consacré sa vie à la promotion et à la représentation de l’identité algérienne à travers son art. » (Chems-eddine Hafiz, Portraits de femmes remarquables: Les héroïnes de l’Islam, 2024)

## Expositions

### Expositions personnelles
- 1972 : 1re exposition personnelle à la Galerie Mouloud Ferraoun. (Hall de la banque du crédit populaire) Alger. Algérie.
- 1973 : Galerie Racim UNAP. Alger. Algérie.
- 1975 : Galerie des Quatre Colonnes. APC d’Alger. Algérie.
- 1975 : (le 10 mai). Galerie Municipale. Comité des Fêtes de la ville d’Alger. Alger. Algérie.
- 1975 : (le 24 juillet). Galerie Municipale. Assemblée Populaire de la ville d’Alger. Alger. Algérie.
- 1979 : Ambassade de Tunisie. Alger. Algérie.
- 1980 : Galerie Racim UNAP. Alger. Algérie.
- 1981 : Centre Culturel de la wilaya. Alger. Algérie.
- 1982 : « Couleur et tradition ». Centre Culturel Français. Alger. Algérie.
- 1982 : Centre Culturel Espagnol. Alger. Algérie.
- 1984 : Musée National des Beaux-Arts d’Alger (Rétrospective). Alger. Algérie.
- 1984 : Centre Culturel Français d’Alger (exposition en duo de Baya et Souhila Bel Bahar). Alger. Algérie.
- 1986 : Bibliothèque municipale, ex-Cathédrale d’Oran. Algérie.
- 1986 : « Il pleut des jasmins sur Alger », Hôtel El Djazair. Alger. Algérie.
- 1986 : Centre Culturel Algérien, Paris. France.
- 1986 : Galerie Hamimoumna Riad El Feth. Alger. Algérie.
- 1986 : Hôtel Riadh, Sidi Fredj. Alger. Algérie.
- 1987 : Hôtel El Djazair, céramique- aquarelle. Alger. Algérie.
- 1988 : Deuxième Salon de la création. Ryad El Feth. Alger. Algérie.
- 1988 : « Accueil du printemps » Palais de la Culture. Alger. Algérie.
- 1989 : Exposition, 8 mars. Centre Culturel de la wilaya de Skikda. Algérie.
- 1989 : Palais de la culture. Alger. Algérie.
- 1991 : Palais de la culture, Alger. Algérie.
- 1992 : « El Djazair Habibati », Hôtel Sofitel. Alger. Algérie.
- 1996 : Premier Salon des arts plastiques. Hôtel Sofitel. Alger. Algérie.
- 1998 : Palais de la Culture. Alger. Algérie.
- 2000 : « Racim mon identité-Delacroix mon maitre-Picasso ma liberté ». Pour le mois du patrimoine, rétrospective au Musée des Beaux-Arts. Alger. Algérie.
- 2002 : Exposition organisée à l’occasion du 31e anniversaire de la Nationalisation des hydrocarbures. Sonatrach. Alger. Algérie.
- 2003 : Centre Culturel Algérien à Paris. Année de l’Algérie. Paris. France.
- 2004 : « Mon pays, ma passion » Galerie Dar El Kenz. Alger. Algérie.
- 2005 : « Contraste » Galerie Dar El Kenz. Alger. Algérie.
- 2008 : Rétrospective « Palette passion, palette destin », Pour le mois du patrimoine. Musée National Nasr-Eddine Dinet. Boussaâda. Algérie.
- 2009 : « Eternelle mémoire », Les copains d’abord, Centre Culturel de la radio. Alger. Algérie.
- 2009 : « Révélation », Galerie Mohamed Racim. UNAC, collaboration Dar El Kenz. (Exclusivement de peintures abstraites). Alger. Algérie.
- 2012 : « Instant présent » (Exclusivement de peintures en encre de chine et rupestres). Centre Culturel Français. Alger. Algérie.
- 2012 : « Œuvres récentes » Galerie Dar El Kenz. Alger. Algérie.
- 2014 : « Symphonie picturale » pour l’inauguration du siège d’AXA. Collaboration Dar El Kenz. Alger. Algérie.
- 2015 : « Mélomanie Picturale » Galerie El Yasmine. Alger. Algérie.
- 2016 : Exposition " Il pleut des jasmins sur Alger : L'insolite destin ", à l'occasion de la sortie du livre d'art de Souhila Bel bahar, Musée National des Beaux-Arts d'Alger.
- 2016/2017 : « Symphonique Picturale », Galerie Dar El Kenz, Alger. Algérie.
- 2018 : « Arc-en-ciel et bleu de Chine », Galerie Dar El Kenz. Alger. Algérie.
- 2022 : Une vie, un destin. « Les femmes pétales », Galerie Dar El Kenz. Alger. Algérie.

### Expositions collectives
- 1972 : Collectif, Galerie Racim, (ex Galerie Pasteur). Alger. Algérie.
- 1973 : 8 mars, Galerie des Quatre Colonnes. Alger. Algérie.
- 1973 : Exposition de femmes peintres. Galerie municipale de l’APC d’Alger. Algérie.
- 1975 : 8 mars, UNAP. Alger. Algérie.
- 1975 : 8 mars, Galerie des Quatre Colonnes. Alger. Algérie.
- 1975 : « Femmes peintres Maghrébines », UNAP et Union Maghrébine des Arts Plastiques. Alger. Algérie.
- 1975 : Exposition au profit du peuple Sahraoui en lutte. UNAP Galerie Mouloud Feraoun. Alger. Algérie.
- 1976 : 8 mars. Galerie des Quatre Colonnes. Alger. Algérie.
- 1976 : Collectif dans le cadre des échanges culturels entre l’Algérie la RFA. Allemagne.
- 1977 : 8 mars. Galerie Municipale. L’UNFA et l’Assemblée Populaire de la ville d’Alger. Algérie.
- 1978 : Galerie Racim. Salon de l’UNAP. Alger. Algérie.
- 1979 : « La femme et l’enfant » Salle El Mouggar, Collaboration UNFA et Musée National des Moudjahid. Alger. Algérie.
- 1979 : Exposition dans une usine. Unité de production d’El Harrach la SN Métal. Alger. Algérie.
- 1980 : « Commémoration 11 décembre 1960 » Galerie Racim. Alger. Algérie.
- 1980 : Galerie Racim au profit des enfants du séisme d’El Asnam. Alger. Algérie.
- 1981 : 8 mars, Galerie du centre Culturel de la wilaya d’Alger. Alger. Algérie.
- 1982 : « Hommage à Mohamed Racim » et « 10 années de peinture Algérienne ». Exposition bicéphale. Pour la réouverture du Musée National des Beaux-Arts. Alger. Algérie.
- 1982 : 8 mars, comité des fêtes de la ville d’Alger. Alger. Algérie.
- 1982 : Exposition, Ecole Américaine. Alger. Algérie.
- 1982 : Exposition pour l’enfance Palestinienne, Association des Femmes Diplomates. Alger. Algérie.
- 1982 : Exposition à Marseille. France.
- 1983 : Exposition Ministère de l’enseignement et de la recherche scientifique. Alger. Algérie.
- 1983 : Palais de la Culture. Alger. Algérie.
- 1984 : Exposition au Musée des Beaux-Arts. Alger. Algérie.
- 1984 : En duo avec Baya Centre Culturel Français. Alger. Algérie.
- 1984 : Exposition des femmes peintres, Hommage au 8 mars 1957, CFVA, Galerie Mouloud Ferraoun. Alger. Algérie.
- 1986 : Galerie Hamimouna, Riadh El Feth. Alger. Algérie.
- 1986 : « La peinture Algérienne » Musée National des Beaux-Arts. Alger. Algérie.
- 1986 : Première Biennale, Théâtre de Verdure. Alger. Algérie.
- 1987 : Première biennale internationale des arts plastiques CFVA. Alger. Algérie.
- 1987 : « Hommage à Picasso » Musée National des Beaux-Arts. Alger. Algérie.
- 1988 : 8 mars. Exposition de femmes. Palais de la Culture. Alger. Algérie.
- 1988 : « Expression de formes » Palais de la Culture. Alger. Algérie.
- 1989 : 8 mars, Centre Culturel (participation importante par 20 œuvres), Skikda. Algérie.
- 1989 : Deuxième biennale d’Alger. Algérie.
- 1992 : Exposition Universelle. Séville. Espagne.
- 1994 : « Et la femme créa l’art » Hôtel Sofitel. Alger. Algérie.
- 1994 : Exposition Galerie Etienne Dinet. Paris. France.
- 1995 : Exposition à Damas, Union Nationale des Arts Culturels (UNAC). Syrie.
- 1996 : Galerie Isma Riadh El Feth. Alger. Algérie.
- 1996 : 8 mars, Palais de la Culture. Alger. Algérie.
- 1997 : Le Salon d’Automne. Hôtel Sofitel. Alger. Algérie.
- 1998 : 8 mars. Palais de la Culture. Alger. Algérie.
- 1998 : Hôtel Sofitel. Alger. Algérie.
- 1998 : Deuxième Salon de la Création. Riadh El Feth. Alger. Algérie.
- 1999 : Sommet de l’OUA Hôtel Sheraton, organisé par Dar El kenz. Alger. Algérie.
- 1999 : Salle Djazira Belcourt. Alger. Algérie.
- 2000 : Hôtel Aurassi, au profit des enfants sourds et muets, Galerie Dar El Kenz. Alger. Algérie.
- 2000 : 8 mars. Palais de la Culture. Alger. Algérie.
- 2000 :  Millénart, Bibliothèque El Mohammedia. Alger. Algérie.
- 2000 : 20e Salon de la Peinture Féminine. Théâtre de Verdure. Alger. Algérie.
- 2000 : Collectif des Femmes Peintres, 8 mars. Palais de la Culture. Alger. Algérie.
- 2000 : « Un siècle de peinture » Musée National des Beaux-Arts. Alger. Algérie.
- 2001 : Palais de la Culture. Association des Femmes de Diplomates. Alger. Algérie.
- 2001 : Salon de la Peinture Féminine. Comité des fêtes de la ville d’Alger. Alger. Algérie.
- 2002 : Siège de la Sonatrach. Alger. Algérie.
- 2003 : Collective a la Monroe gallery (art club of Washington) Washington DC, USA.
- 2003 : Exposition 3e Salon d’Automne du petit format, Dar El Kenz. Alger. Algérie.
- 2003 : Collectif dans trois galeries : Espace Ecureuil, Passage de l’art, On dirait la mer. Rotary Club. Marseille. France.
- 2003 : Le Salon de la Femme Peintre, Etablissement Art et Culture. Alger. Algérie.
- 2004 : Exposition « Art in international opérations ». STATOIL. Norvège.
- 2004 : Exposition 4e Salon d’Automne du petit format, Dar El Kenz, Alger. Algérie.
- 2004 : « Escale à Boussaâda », pour le mois du patrimoine exposition. Musée National Nasr Eddine Dinet. Boussâda. Boussaâda. Algérie.
- 2005 : 5e Salon d’Automne du petit format Galerie Dar El Kenz. Alger. Algérie.
- 2005 : Exposition au Khroub, Dar El Kenz. Constantine. Algérie.
- 2005 : « Peintres d’Algérie » Dar El kenz. Paris. France.
- 2005 : « Célébration de la miniature et de l'enluminure », Expohommage Mohamed Ranem à la Galerie Racim. Alger. Algérie.
- 2006 : 6e Salon d’Automne du petit format. Galerie Dar El Kenz. Alger. Algérie.
- 2007 : 7e Salon d’Automne du petit format Galerie Dar El Kenz. Sidi Fredj. Alger. Algérie.
- 2007 : Exposition au cabinet CMS Francis Lefebvre, Dar El Kenz. Cheraga. Alger. Algérie.
- 2007 : « A la recherche du sens… », Galerie Dar El Kenz. Alger. Algérie.
- 2008 : Collectif villa Angelvy, UNAC. Tipaza. Alger.
- 2008 :  8e Salon d’Automne du petit format Galerie Dar El Kenz. Alger. Algérie.
- 2009 : 9e Salon d’Automne du petit format Galerie Dar El Kenz. Alger. Algérie.
- 2010 : 10e Salon d’Automne du petit format Galerie Dar El Kenz. Alger. Algérie.
- 2010 : « Regards croisés » Galerie Dar El Kenz. Alger. Algérie.
- 2010 : Exposition à la Galerie Dar El Kenz, Sidi Fredj. Alger. Algérie.
- 2011 : « Etoiles » Ezzou’Art Galerie, Bab Ezzouar. Alger. Algérie.
- 2011 : 11e Salon d’Automne du petit format Galerie Dar El Kenz. Alger. Algérie.
- 2011 : « La femme au présent » Galerie Racim. Alger. Algérie.
- 2011 : Exposition de peinture/ Festival de poésie. Constantine. Algérie.
- 2012 : 4e Salon d’Automne, Palais de la Culture. Alger. Algérie.
- 2012 : 12e Salon d’Automne du petit format Galerie Dar El Kenz. Alger. Algérie.
- 2012 : Exposition au siège CMS Francis Lefebvre, « Peintres Algérie » Dar El Kenz, Alger. Algérie.
- 2012 : « Peintres de l’autre rive », Espace Le Scribe-L’Harmattan. Paris. France.
- 2012 : « Les artistes et la guerre de libération », Musée National des Beaux-Arts. Alger. Algérie.
- 2013 : Exposition à la Galerie d’Arts Asselah-Hocine. Alger. Algérie.
- 2013 : « Couleurs d’Algérie », Centre de Convention d’Oran, Galerie Dar El Kenz. Oran. Algérie.
- 2013 : Exposante et marraine avec Mr Bourdine pour un collectif, Galerie/Ateliers Bouffée d’Art. Alger. Algérie.
- 2013 : 13e Salon du petit format, Galerie Dar El Kenz. Alger. Algérie.
- 2014 : Exposition pour le 8 mars, Galerie/Ateliers Bouffée d’Art. Alger. Algérie.
- 2014 : Exposition 14e Salon du petit format, Galerie Dar El Kenz. Alger. Algérie.
- 2014 : « Regards Croisés II », Galerie Dar El Kenz. Alger. Algérie.
- 2015 : « Emotions Plurielles » Galerie El Yasmine. Alger. Algérie.
- 2015 : « La peinture Algérienne dans toute sa diversité » Galerie El Yasmine. Alger. Algérie.
- 2016 : « Regards Intemporels », Seen Gallery. Alger. Algérie.
- 2017 : Galerie des Ateliers Bouffée d’art. Alger. Algérie.
- 2017 : 17e salon d’Automne du petit format, Galerie Dar El Kenz. Alger. Algérie.
- 2022 : Algérie mon amour, "Artistes de la fraternités algérienne 1953-2021", Institut du Monde Arabe. Paris
- 2024 : Musée d'Art Moderne de Paris, "Présences arabes. Art moderne et décolonisation Paris 1908-1988." Paris. France.
- 2025 : "The birds are chirping above the tree". B7L9 Art Centre - Kamel Lazzar Foudation - Hamid Zénati Estate - Goethe-Institute Tunis. Tunisie

### Catalogues d'exposition
- Souhila Bel Bahar, Musée National des Beaux-Arts, Alger, 1984
- Rétrospective, Souhila Bel Bahar. Racim, mon identité, Delacroix mon maître, Picasso ma liberté, Musée National des Beaux-Arts, Alger, 2000
- Souhila Bel Bahar, Révélation.
- Equinoxe féminin, ministère de la Culture, Algérie, 6 mars 2013
- La peinture algérienne (années 70 et 80), ministère de la Culture, Algérie, 2007
- Escale à Boussaâda, Musée National Nasreddine Dinet, 2004
- Six Peintres Femmes « Florilège impromptu », ministère de la Culture, Algérie, 2011
- Hommage à Picasso, Musée National des Beaux-Arts, Alger, ENAG Éditions, 1987
- Symphonies picturales, Souhila Bel Bahar, AXA, 2014

### Essais et monographies
- Mansour Abrous, Algérie : Arts Plastiques. Dictionnaire biographique (1900-2010), L’Harmattan, Paris, 2011
- Nadir Djama, Bijoux et Parures dans la tradition, Les éditions Nadir Djema, Alger, 2012
- Djamila Flici Guendil, Féminin pictural, A la rencontre de onze artistes algériennes, Casbah Éditions, Alger, 2012  (ISBN 9-9616-4963-X)
- Dalila Bel Bahar-Hafiz, Il pleut des Jasmins sur Alger, Souhila Bel Bahar, ministère de la Culture, Algérie, 2016
- Chems-eddine Hafiz, Portraits de femmes remarquables: Les héroïnes de l’Islam, Paris, 26 février 2024  (ISBN 2382832452)